# DB Regio Westfalen
Die DB Regio Westfalen GmbH war eine 100-prozentige Tochtergesellschaft der DB Regio AG. Das Unternehmen wurde im Herbst 2009 gegründet und zum 11. August 2011 auf die Schwestergesellschaft DB Regio NRW verschmolzen.

## Streckennetz
Am 28. April 2010 wurde bekanntgegeben, dass die DB Regio Westfalen zum Fahrplanwechsel im Dezember 2011 für 15 Jahre den Betrieb auf dem Netz „Münster West“ aufnehmen wird.
Das Netz umfasst die folgenden drei Linien:
| Linie | Linienname / Teilnetz der Linie        | Linienweg                                       | KBS | Fahrzeuge im Regelbetrieb |
| ----- | -------------------------------------- | ----------------------------------------------- | --- | ------------------------- |
| RB 51 | Westmünsterland-Bahn Netz Münster West | Dortmund – Lünen – Dülmen – Coesfeld – Enschede | 412 | Baureihe 643.0            |
| RB 63 | Baumberge-Bahn Netz Münster West       | Münster – Billerbeck – Coesfeld                 | 408 | Baureihe 643.0            |
| RB 64 | Euregio-Bahn Netz Münster West         | Münster – Steinfurt – Gronau – Enschede         | 407 | Baureihe 643.0            |

Die drei Linien werden im Auftrag des Zweckverbands Nahverkehr Westfalen-Lippe (NWL) – mit den beiden Mitgliedsverbänden Zweckverband SPNV Münsterland (ZVM) und Zweckverband SPNV Ruhr-Lippe (ZRL) –, des Verkehrsverbundes Rhein-Ruhr (VRR, nur RB 51) und der Gemeinde Enschede in der niederländischen Region Twente der Provinz Overijssel (nur RB 51 und RB 64) betrieben.
Das Leistungsvolumen umfasst auf den rund 216 Streckenkilometern knapp drei Millionen Zugkilometer jährlich.
Auf den drei Linien werden 34 bereits zuvor bei DB Regio NRW eingesetzte Fahrzeuge der Baureihe 643.0 eingesetzt, welche vor diesem Einsatz jedoch technisch und optisch überholt wurden.